# Sončna ura
Sónčna úra je ura, ki meri čas s pomočjo navidezne lege Sonca na dnevnem nebu, oziroma s pomočjo sončne svetlobe, po navadi prek sence, ki jo na ravno ali krivo urino ploskev meče palica - gnomon, postavljena pod različnimi koti glede na ploskev. Če so pravilno izdelane, sončne ure kažejo čas dovolj točno skozi vse leto, saj je tropsko (Sončevo) leto v kratkoročnem smislu konstantno. Kako senca potuje po urini ploskvi, je odvisno od vrste ure - ali je ekvatorialna, vodoravna, navpična, polarna. Na potek sence vpliva tudi stran v katero je usmerjena navpična ura.
Sončne ure kažejo krajevni Sončev čas. Zaradi nagiba Zemljine vrtilne osi proti ekliptiki in neenake hitrosti njenega kroženja okrog Sonca pa nastanejo razlike med pravim in srednjim Sončevim časom, ki ga podaja časovna enačba. Ta ima ničle štirikrat na leto: 15. aprila, 14. junija, 1. septembra in 25. decembra. Največje razlike so ±15 minut. Popravki sončnih ur zaradi časovne enačbe veljajo za poljubno točko na Zemlji in niso odvisni od krajevne zemljepisne širine. Zgled sončne ure, ki upošteva časovno enačbo, je ura v Planetariju Carla Zeissa v Stuttgartu. Uporablja različni obliki gnomonov (poletnega in zimskega).

## Zgodovina
Za najstarejšo znano sončno uro velja ura v neolitski prehodni grobnici na arheološkem najdišču Knowth v dolini reke Boyne na Irskem (5000 pr. n. št.). Druge stare sončne ure so predstavljali obeliski (3500 pr. n. št.) in senčne ure (1500 pr. n. št.) iz starega Egipta in Babilona. Verjetno so ljudje merili čas z dolžinami senc še bolj zgodaj, kar pa je težko potrditi.
Prvo pristno omembo sončne ure zasledimo v letu 742 pr. n. št.. Stara zaveza za približno leto 700 pr. n. št. opisuje sončno uro - uro iz Ahaza, ki je omenjena v Izaiji (Iz 38,8 in 2. knjigi kraljev 2 Kr 20,11. Verjetno gre za najzgodnejši zapis o sončni uri, ki pa je zgodovinsko ni moč najti. Izdelana je bila morda v starem Egiptu ali Babilonu. Sončne ure so v starem veku poznali tudi na Kitajskem, vendar je o njih malo znanega.
Stari Grki so razvili več načel in oblik sončnih ur. Morda je sončne ure stari Grčiji predstavil Anaksimander okoli leta 560 pr. n. št. Po Herodotu so bile starogrške sončne ure na začetku izvedene iz babilonskih. Stari Grki so izpopolnili geometrijo in še posebej so odkrili konične preseke, ki jim sledijo nodusi sončnih ur. Teodozij je verjetno iznašel prenosno sončno uro, ki je delovala kjerkoli na Zemlji.
Rimljani so privzeli starogrške sončne ure v takšni meri, da se je Plavt v eni od svojih iger pritoževal da je dan »razrezan na dele« s povsod prisotnimi sončnimi urami. Vitruvij je v deveti knjigi svojega dela O arhitekturi (De architectura) iz okoli leta 25 pr. n. št. navedel vse znane tipe sončnih ur in njihove starogrške izumitelje. Po vsej verjetnosti so bile vse z nodusi in so se v glavnem razlikovale po ploskvah, na katere je padala njihova senca.